# Fourneaux (Manche)
Fourneaux és un municipi francès situat al departament de la Manche i a la regió de Normandia. L'any 2007 tenia 81 habitants.

## Demografia

### Població
El 2007 la població de fet de Fourneaux era de 81 persones. Hi havia 36 famílies de les quals 8 eren unipersonals (8 homes vivint sols), 16 parelles sense fills i 12 parelles amb fills.
La població ha evolucionat segons el següent gràfic:
Habitants censats

### Habitatges
El 2007 hi havia 42 habitatges, 35 eren l'habitatge principal de la família, 3 eren segones residències i 4 estaven desocupats. 41 eren cases i 1 era un apartament. Dels 35 habitatges principals, 29 estaven ocupats pels seus propietaris, 4 estaven llogats i ocupats pels llogaters i 2 estaven cedits a títol gratuït; 1 tenia dues cambres, 2 en tenien tres, 8 en tenien quatre i 24 en tenien cinc o més. 31 habitatges disposaven pel capbaix d'una plaça de pàrquing. A 19 habitatges hi havia un automòbil i a 14 n'hi havia dos o més.

### Piràmide de població
La piràmide de població per edats i sexe el 2009 era:
| Homes | Edats   | Dones |
| ----- | ------- | ----- |
| 0     | 95 o +  | 0     |
| 0     | 90 a 94 | 0     |
| 4     | 85 a 89 | 0     |
| 0     | 80 a 84 | 0     |
| 0     | 75 a 79 | 8     |
| 4     | 70 a 74 | 4     |
| 0     | 65 a 69 | 4     |
| 4     | 60 a 64 | 0     |
| 0     | 55 a 59 | 0     |
| 8     | 50 a 54 | 4     |
| 4     | 45 a 49 | 12    |
| 4     | 40 a 44 | 0     |
| 4     | 35 a 39 | 0     |
| 0     | 30 a 34 | 4     |
| 0     | 25 a 29 | 0     |
| 4     | 20 a 24 | 8     |
| 0     | 15 a 19 | 12    |
| 0     | 10 a 14 | 0     |
| 8     | 5 a 9   | 4     |
| 0     | 0 a 4   | 4     |

## Economia
El 2007 la població en edat de treballar era de 50 persones, 29 eren actives i 21 eren inactives. De les 29 persones actives 29 estaven ocupades (13 homes i 16 dones) i 1 aturada (1 dona i 1 dona). De les 21 persones inactives 13 estaven jubilades, 5 estaven estudiant i 3 estaven classificades com a «altres inactius».
Activitats econòmiques
L'any 2000 a Fourneaux hi havia 13 explotacions agrícoles que ocupaven un total de 318 hectàrees.

## Poblacions més properes
El següent diagrama mostra les poblacions més properes.